# Otto Nilsson
Pour les articles homonymes, voir Nilsson.
Sven Otto Nilsson (né le 26 septembre 1879 à Göteborg et décédé le 10 novembre 1960) est un athlète suédois spécialiste du lancer du javelot. Affilié à l'Örgryte IS, il mesurait 1,80 m pour 76 kg.

## Biographie

### Palmarès
| Date | Compétition           | Lieu      | Résultat | Épreuve           | Performance |
| ---- | --------------------- | --------- | -------- | ----------------- | ----------- |
| 1908 | Jeux olympiques d'été | Londres   | 3e       | Javelot           | 47,11 m     |
| 1912 | Jeux olympiques d'été | Stockholm | 10e      | Javelot           | 49,18 m     |
| 1912 | Jeux olympiques d'été | Stockholm | 8e       | Javelot à 2 mains | 88,90 m     |

### Records
| Épreuve           | Performance | Lieu | Date |
| ----------------- | ----------- | ---- | ---- |
| Lancer de javelot | 52,73 m     |      | 1912 |